# Danh gia
Danh gia (tiếng Hán:名家; bính âm: Míngjiā) là một trường phái triết học Trung Hoa cổ đại phát triển lên từ phái Mặc gia trong thời Chiến quốc.
Các triết gia nổi bật của trường phái này bao gồm
- Đặng Tích
- Huệ Thi
- Công Tôn Long